# Cecropis hyperythra
La golondrina de Sri Lanka (Cecropis hyperythra) es una especie de ave paseriforme de la familia Hirundinidae endémica de la isla de Ceilán. Está cercanamente emparentada con la golondrina dáurica, y anteriormente se consideraba una subespecie de ella.